# آشوب پس از میلاد
آشوب پس از میلاد (به انگلیسی: .Chaos A.D) پنجمین آلبوم استودیویی گروه برزیلی سپولترا است که در سال ۱۹۹۳ منتشر شد.

## ساختار و محتوا
آشوب پس از میلاد یکی از سیاسی‌ترین آلبوم‌های زمان خودش بود. در ترانهٔ «نافرمانی/مقاومت» به تانک‌ها در خیابان و مقابله با پلیس اشاره می‌شود و «مانیفست» به خشونت پلیس سائو پائولو می‌پردازد که در حادثهٔ اکتبر ۱۹۹۲ زندان کاراندیرو زندانی‌ها را قتل‌عام کردند. بر اساس متن مندرج در دفترچهٔ اطلاعات آلبوم، قطعهٔ «کِیُواس» برای یکی از اقوام بومی برزیل به‌نام گوارانی کیوا سروده شده که برای صیانت از سرزمین و عقایدشان در برابر دولت دست به خودکشی گروهی زدند.
در ویدئوی «قلمرو» خشونت دولت اسرائیل علیه لبنانی‌ها و فلسطینی‌ها نشان داده می‌شود، اما این ترانه بیانگر هر وضعیتی است که در آن یک حکومت از بیگانه‌هراسی برای توجیه ظلم سود می‌برد.

## نقدها
به عقیدهٔ مالکوم دوم از متال همر، آشوب پس از میلاد آلبومی بود که سپولترا را به یکی از نقش‌آفرینان اصلی صحنهٔ موسیقی هوی متال در دههٔ ۹۰ میلادی تبدیل کرد. او اهمیت این آلبوم در میان دیگر آثار سپولترا را با آلبوم‌های سلطنت در خون اسلیر و عروسک‌گردان متالیکا مقایسه کرده‌است.
استیو هیوی از آل‌میوزیک آشوب پس از میلاد را نشانهٔ به ثمر رسیدن یک حرکت آندرگراوند در موسیقی متال دانسته و از آن به عنوان یکی از برترین آلبوم‌های هوی متال همهٔ زمان‌ها یاد کرده‌است.
در سال ۲۰۱۷ مجلهٔ رولینگ استون فهرستی از «۱۰۰ آلبوم برتر متال همهٔ زمان‌ها» منتشر کرد و آشوب پس از میلاد را در ردهٔ ۲۹ فهرستش قرار داد.

## فهرست قطعه‌ها
| شماره | نام                                                          | نویسنده(ها)               | مدت  |
| ----- | ------------------------------------------------------------ | ------------------------- | ---- |
| ۱.    | «نافرمانی/مقاومت» (Refuse/Resist)                            | مکس کاوالرا               | ۳:۲۰ |
| ۲.    | «قلمرو» (Territory)                                          | آندرس کیسر                | ۴:۴۷ |
| ۳.    | «برده دنیای جدید» (Slave New World)                          | اوان ساینفلد مکس کاوالرا  | ۲:۵۵ |
| ۴.    | «آمین» (Amen)                                                | مکس کاوالرا               | ۴:۲۷ |
| ۵.    | «کِیُواس» (Kaiowas)                                            | (اینسترومنتال)            | ۳:۴۳ |
| ۶.    | «پروپاگاندا» (Propaganda)                                    | مکس کاوالرا               | ۳:۳۳ |
| ۷.    | «بایوتِک گودزیلاست» (Biotech Is Godzilla)                     | جلو بیافرا                | ۱:۵۲ |
| ۸.    | «خانه به دوش» (Nomad)                                        | آندرس کیسر                | ۴:۵۹ |
| ۹.    | «ما آنهاییم که مثل دیگران نیستیم» (We Who Are Not as Others) | مکس کاوالرا               | ۳:۴۲ |
| ۱۰.   | «مانیفست» (Manifest)                                         | مکس کاوالرا               | ۴:۴۹ |
| ۱۱.   | «شکار» (The Hunt کاور نیو مدل آرمی)                          | جاستین سالیوان رابرت هیتن | ۳:۵۹ |
| ۱۲.   | «مُشت گِره‌کرده» (Clenched Fist)                                | مکس کاوالرا               | ۴:۵۸ |

| ترانه‌های اضافی آلبوم سال ۱۹۹۳ (نسخهٔ آمریکا) | ترانه‌های اضافی آلبوم سال ۱۹۹۳ (نسخهٔ آمریکا) | ترانه‌های اضافی آلبوم سال ۱۹۹۳ (نسخهٔ آمریکا) |
| شماره                                       | نام                                         | مدت                                         |
| ------------------------------------------- | ------------------------------------------- | ------------------------------------------- |
| ۱۳.                                         | «پلیس» (Polícia کاور تیتاس)                 | nil                                         |

| آلبوم بازنشر شده در سال ۱۹۹۶ (نسخهٔ آمریکا) | آلبوم بازنشر شده در سال ۱۹۹۶ (نسخهٔ آمریکا)                                | آلبوم بازنشر شده در سال ۱۹۹۶ (نسخهٔ آمریکا)       | آلبوم بازنشر شده در سال ۱۹۹۶ (نسخهٔ آمریکا) |
| شماره                                      | نام                                                                       | نویسنده(ها)                                      | مدت                                        |
| ------------------------------------------ | ------------------------------------------------------------------------- | ------------------------------------------------ | ------------------------------------------ |
| ۱۴.                                        | «آشوب پیش از میلاد» (Chaos B.C. از آلبوم ۱۹۹۶ مورتال کامبت: مبارزه بیشتر) | آندرس کیسر ایگور کاوالرا مکس کاوالرا روی مایورگا | ۵:۱۲                                       |
| ۱۵.                                        | «کِیُواس (ساز زدن بداههٔ قبیله‌ای)» (Kaiowas Tribal Jam)                      | (اینسترومنتال)                                   | ۳:۴۷                                       |
| ۱۶.                                        | «قلمرو (اجرای زنده)» (Territory)                                          | مکس کاوالرا                                      | ۴:۴۸                                       |
| ۱۷.                                        | «آمین/باطن (اجرای زنده)» (Amen/Inner Self)                                | آندرس کیسر مکس کاوالرا                           | ۸:۴۲                                       |

یادداشت
- موسیقی همهٔ قطعه‌ها توسط اعضای سپولترا ساخته شده، به جز آن‌ها که اشاره شده‌اند.
- اجراهای زندهٔ «قلمرو» و «آمین/باطن» در کنسرت مارس ۱۹۹۴ گروه در مینیاپولیس ضبط شده‌اند